# Yangla
Yangla (ur. 2000) – chińska zapaśniczka walcząca w stylu wolnym. 
Brązowa medalistka mistrzostw Azji w 2025 roku.